# Dorfkirche Flurstedt

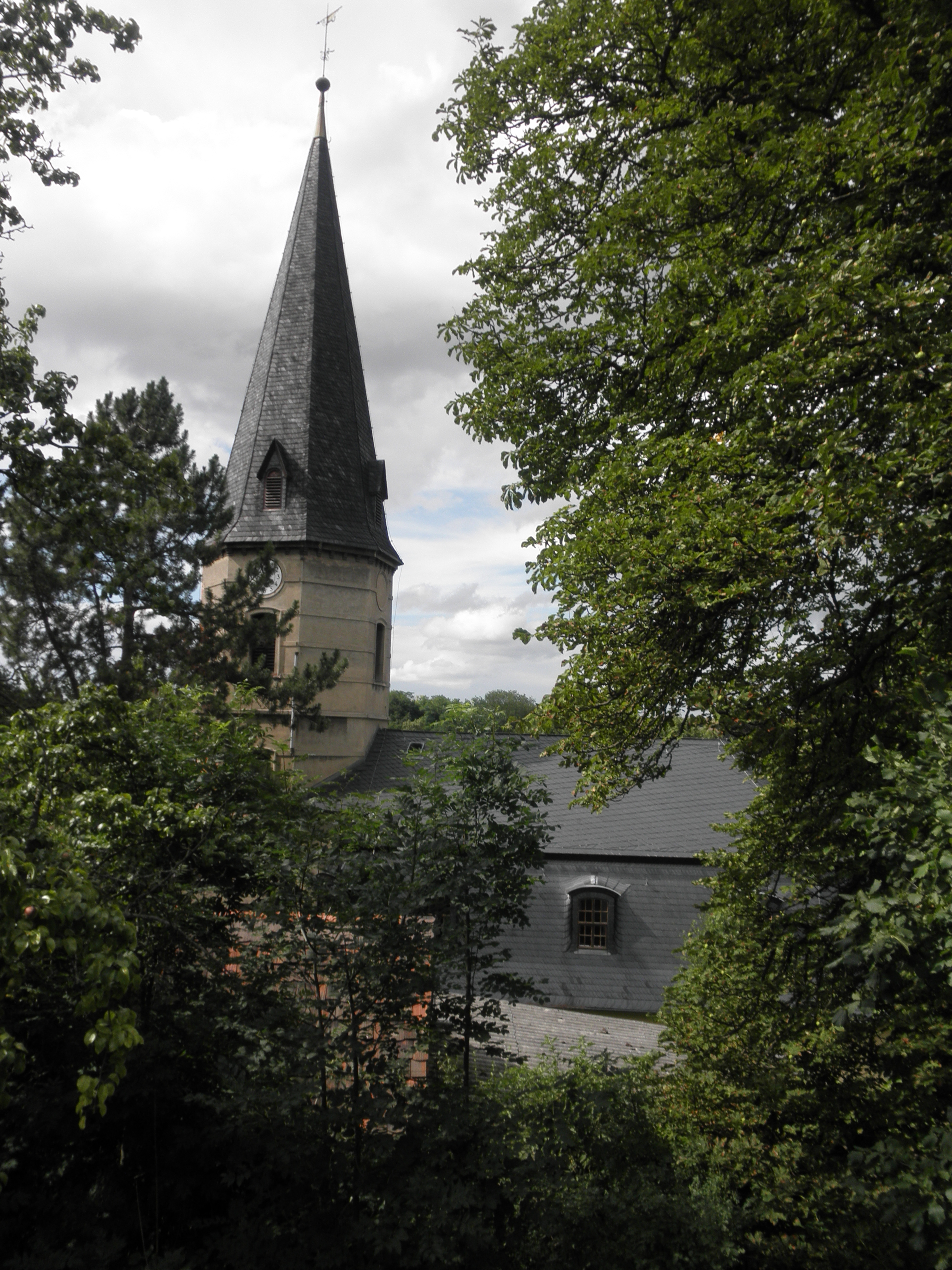
Die Kirche

Die evangelische Dorfkirche Flurstedt steht im Ortsteil Flurstedt mitten im Dorf an einer erhöhten Stelle in der Ilmaue nördlich der Landesstraße 1060 der Stadt Bad Sulza im Landkreis Weimarer Land in Thüringen.

## Geschichte
Auf Initiative des Freiherrn Carl Friedrich Ernst von Lyncker, Eigentümer des Rittergutes und Zeitgenosse Goethes, wurde diese Kirche 1795 erbaut. Den Altar der Emporenhhalle schmücken die Plastiken Glaube, Liebe, Hoffnung und Demut des Weimarer Hofbildhauers Martin Gottlieb Klauer.
Der Bau war bis 1990 einsturzgefährdet und ist nun wieder gesichert. Die Baumaßnahmen waren: Dach- und Schwammsanierung sowie Putzarbeiten außen und innen. Es erfolgte eine grundhafte Renovierung.